# Torino Calcio 1979-1980
Questa voce raccoglie le informazioni riguardanti il Torino Calcio nelle competizioni ufficiali della stagione 1979-1980.

## Società
- Presidente:
  - Orfeo Pianelli
- Segretario:
  - Giuseppe Bonetto
- Medico sociale:
  - Cesare Cattaneo

- Massaggiatore:
  - Giovanni Tardito
- Allenatore:
  - Luigi Radice
(fino al 4 febbraio 1980)
  - Ercole Rabitti
- Allenatore in seconda:
  - Amilcare Ferretti

## Rosa
| N. |                   | Ruolo | Calciatore        |
| -- | ----------------- | ----- | ----------------- |
|    | Italia (bandiera) | P     | Renato Copparoni  |
|    | Italia (bandiera) | P     | Giuliano Terraneo |
|    | Italia (bandiera) | D     | Giorgio Carrera   |
|    | Italia (bandiera) | D     | Luigi Danova      |
|    | Italia (bandiera) | D     | Andrea Mandorlini |
|    | Italia (bandiera) | D     | Marco Masi        |
|    | Italia (bandiera) | D     | Roberto Salvadori |
|    | Italia (bandiera) | D     | Domenico Volpati  |
|    | Italia (bandiera) | D     | Salvatore Vullo   |
|    | Italia (bandiera) | C     | Giuseppe Greco    |
|    | Italia (bandiera) | C     | Mirko Paganelli   |

| N. |                   | Ruolo | Calciatore              |
| -- | ----------------- | ----- | ----------------------- |
|    | Italia (bandiera) | C     | Eraldo Pecci            |
|    | Italia (bandiera) | C     | Danilo Pileggi          |
|    | Italia (bandiera) | C     | Claudio Sala (capitano) |
|    | Italia (bandiera) | C     | Patrizio Sala           |
|    | Italia (bandiera) | C     | Claudio Sclosa          |
|    | Italia (bandiera) | C     | Renato Zaccarelli       |
|    | Italia (bandiera) | A     | Alessandro Bonesso      |
|    | Italia (bandiera) | A     | Francesco Graziani      |
|    | Italia (bandiera) | A     | Pietro Mariani          |
|    | Italia (bandiera) | A     | Paolo Pulici            |

## Calciomercato

### Sessione estiva
| Acquisti | Acquisti         | Acquisti     | Acquisti      |
| R.       | Nome             | a            | Modalità      |
| -------- | ---------------- | ------------ | ------------- |
| D        | Giorgio Carrera  | L.R. Vicenza | definitivo    |
| D        | Marco Masi       | Genoa        | fine prestito |
| D        | Domenico Volpati | Monza        | definitivo    |
| C        | Mirko Paganelli  | Bellaria     | definitivo    |
| C        | Danilo Pileggi   | Ascoli       | fine prestito |

| Cessioni | Cessioni        | Cessioni     | Cessioni   |
| R.       | Nome            | da           | Modalità   |
| -------- | --------------- | ------------ | ---------- |
| D        | Agatino Cuttone | Reggina      | prestito   |
| D        | Roberto Mozzini | Inter        | definitivo |
| D        | Claudio Onofri  | Genoa        | definitivo |
| D        | Nello Santin    | L.R. Vicenza | definitivo |
| C        | Giuseppe Erba   | L.R. Vicenza | definitivo |
| A        | Maurizio Iorio  | Ascoli       | definitivo |

## Risultati

### Serie A

#### Girone di andata
| Cagliari 16 settembre 1979, ore 16:00 UTC+2 1ª giornata | Cagliari      | 0 – 0 | Torino | Stadio Sant'Elia (35.889 spett.)\| Arbitro: \| Ciulli (Roma) \| |
| Arbitro:                                                | Ciulli (Roma) |       |        |                                                                 |

| Arbitro: | Milan (Treviso) |

|              |           |  |
| Graziani 14’ | Marcatori |  |

| Arbitro: | Benedetti (Roma) |

|  |           |                         |
|  | Marcatori | 30’ Graziani 56’ Pulici |

| Arbitro: | Longhi (Roma) |

|                   |           |              |
| Zagano 40’ (aut.) | Marcatori | 84’ Galbiati |

| Arbitro: | Casarin (Milano) |

|           |           |          |
| Conti 39’ | Marcatori | 41’ Sala |

| Arbitro: | Bergamo (Livorno) |

|              |           |                          |
| Graziani 30’ | Marcatori | 34’ Bettega 68’ Tardelli |

| Arbitro: | Michelotti (Parma) |

|  |           |                      |
|  | Marcatori | 57’ Vullo 68’ Pulici |

| Torino 4 novembre 1979, ore 14:30 UTC+1 8ª giornata | Torino                       | 0 – 0 | Inter | Stadio Comunale (47.001 spett.)\| Arbitro: \| Agnolin (Bassano del Grappa) \| |
| Arbitro:                                            | Agnolin (Bassano del Grappa) |       |       |                                                                               |

| Arbitro: | Menegali (Roma) |

|  |           |               |
|  | Marcatori | 88’ Novellino |

| Arbitro: | Lo Bello (Siracusa) |

|  |           |          |
|  | Marcatori | 45’ Sala |

| Torino 2 dicembre 1979, ore 14:30 UTC+1 11ª giornata | Torino           | 0 – 0 | Catanzaro | Stadio Comunale (21.396 spett.)\| Arbitro: \| Benedetti (Roma) \| |
| Arbitro:                                             | Benedetti (Roma) |       |           |                                                                   |

| Arbitro: | Ciulli (Roma) |

|            |           |  |
| Capone 37’ | Marcatori |  |

| Arbitro: | Prati (Parma) |

|                          |           |  |
| Graziani 72’ Mariani 81’ | Marcatori |  |

| Arbitro: | Barbaresco (Cormons) |

|                          |           |            |
| D'Amico 50’ Citterio 68’ | Marcatori | 1’ Mariani |

| Torino 6 gennaio 1980, ore 14:30 UTC+1 15ª giornata | Torino           | 0 – 0 | Bologna | Stadio Comunale (17.444 spett.)\| Arbitro: \| D'Elia (Salerno) \| |
| Arbitro:                                            | D'Elia (Salerno) |       |         |                                                                   |

#### Girone di ritorno
| Torino 13 gennaio 1980, ore 14:30 UTC+1 16ª giornata | Torino             | 0 – 0 | Cagliari | Stadio Comunale (19.199 spett.)\| Arbitro: \| Reggiani (Bologna) \| |
| Arbitro:                                             | Reggiani (Bologna) |       |          |                                                                     |

| Arbitro: | Terpin (Trieste) |

|             |           |  |
| Torrisi 84’ | Marcatori |  |

| Arbitro: | Patrussi (Ravenna) |

|                   |           |                           |
| Graziani 33’, 60’ | Marcatori | 73’ De Ponti 83’ Cattaneo |

| Arbitro: | Menegali (Roma) |

|             |           |  |
| Pagliari 1’ | Marcatori |  |

| Arbitro: | Lo Bello (Siracusa) |

|              |           |  |
| Graziani 18’ | Marcatori |  |

| Torino 24 febbraio 1980, ore 15:00 UTC+1 21ª giornata | Juventus      | 0 – 0 | Torino | Stadio Comunale (51.941 spett.)\| Arbitro: \| Ciulli (Roma) \| |
| Arbitro:                                              | Ciulli (Roma) |       |        |                                                                |

| Arbitro: | Bergamo (Livorno) |

|                       |           |  |
| Sala 66’ Graziani 83’ | Marcatori |  |

| Arbitro: | Menegali (Roma) |

|            |           |              |
| Muraro 82’ | Marcatori | 20’ Graziani |

| Arbitro: | Pieri (Genova) |

|  |           |                           |
|  | Marcatori | 31’ Zaccarelli 69’ Pulici |

| Arbitro: | Longhi (Roma) |

|              |           |          |
| Graziani 48’ | Marcatori | 10’ Vriz |

| Catanzaro 5 aprile 1980, ore 15:30 UTC+2 26ª giornata | Catanzaro           | 0 – 0 | Torino | Stadio Comunale (9.046 spett.)\| Arbitro: \| Lo Bello (Siracusa) \| |
| Arbitro:                                              | Lo Bello (Siracusa) |       |        |                                                                     |

| Torino 13 aprile 1980, ore 15:30 UTC+2 27ª giornata | Torino           | 0 – 0 | Napoli | Stadio Comunale (28.605 spett.)\| Arbitro: \| Lanese (Messina) \| |
| Arbitro:                                            | Lanese (Messina) |       |        |                                                                   |

| Arbitro: | Paparesta (Bari) |

|  |           |                    |
|  | Marcatori | 7’ Vullo 77’ Pecci |

| Arbitro: | Milan (Treviso) |

|           |           |  |
| Pecci 65’ | Marcatori |  |

| Arbitro: | Redini (Pisa) |

|            |           |                  |
| Perego 38’ | Marcatori | 2’, 90’ Graziani |

### Coppa Italia

#### Fase a gironi
| Arbitro: | Reggiani (Bologna) |

|  |           |             |
|  | Marcatori | 62’ Pileggi |

| Arbitro: | Benedetti (Roma) |

|                      |           |                                    |
| Magistrelli 28’, 44’ | Marcatori | 26’ Zaccarelli 47’ Pecci 87’ Greco |

| Arbitro: | Menicucci (Firenze) |

|              |           |  |
| Graziani 15’ | Marcatori |  |

| Arbitro: | Agnolin (Bassano del Grappa) |

|                              |           |  |
| Graziani 24’ (rig.) Sala 88’ | Marcatori |  |

#### Fase ad eliminazione diretta
| Torino 21 novembre 1979, ore 17:00 UTC+1 Quarti di finale - Andata | Torino           | 0 – 0 | Lazio | Stadio Comunale (9.134 spett.)\| Arbitro: \| Casarin (Milano) \| |
| Arbitro:                                                           | Casarin (Milano) |       |       |                                                                  |

| Arbitro: | Pieri (Genova) |

|                                             |                      |                                                   |
| Giordano Viola D'Amico Citterio Lopez Cenci | Tiri di rigore 3 – 4 | Graziani Sclosa Pileggi Volpati Pulici Mandorlini |

| Torino 26 marzo 1980, ore 20:30 UTC+1 Semifinale - Andata | Juventus                     | 0 – 0 | Torino | Stadio Comunale (39.043 spett.)\| Arbitro: \| Agnolin (Bassano del Grappa) \| |
| Arbitro:                                                  | Agnolin (Bassano del Grappa) |       |        |                                                                               |

| Arbitro: | Casarin (Milano) |

|                                        |                      |                                    |
| Mandorlini Sclosa Graziani Greco Pecci | Tiri di rigore 4 – 2 | Cuccureddu Virdis Tardelli Cabrini |

| Arbitro: | Michelotti (Parma) |

|                                                              |                      |                                                    |
| Giovannelli Conti De Nadai Di Bartolomei Santarini Ancelotti | Tiri di rigore 3 – 2 | Mandorlini Mariani Greco Graziani Pecci Zaccarelli |

### Coppa UEFA
| Arbitro: | Diaz Correia |

|                   |           |  |
| Danova 70’ (aut.) | Marcatori |  |

| Arbitro: | Azim Zade |

|                        |           |               |
| Sala 68’ Graziani 104’ | Marcatori | 121’ Ohlicher |

## Statistiche

### Statistiche di squadra
| Competizione | Punti | In casa | In casa | In casa | In casa | In casa | In casa | In trasferta | In trasferta | In trasferta | In trasferta | In trasferta | In trasferta | Totale | Totale | Totale | Totale | Totale | Totale | DR  |
| Competizione | Punti | G       | V       | N       | P       | Gf      | Gs      | G            | V            | N            | P            | Gf           | Gs           | G      | V      | N      | P      | Gf     | Gs     | DR  |
| ------------ | ----- | ------- | ------- | ------- | ------- | ------- | ------- | ------------ | ------------ | ------------ | ------------ | ------------ | ------------ | ------ | ------ | ------ | ------ | ------ | ------ | --- |
| Serie A      | 35    | 15      | 5       | 8       | 2       | 12      | 7       | 15           | 6            | 5            | 4            | 14           | 8            | 30     | 11     | 13     | 6      | 26     | 15     | +11 |
| Coppa Italia | -     | 4       | 2       | 2       | 0       | 3       | 0       | 5            | 2            | 3            | 0            | 4            | 2            | 9      | 4      | 5      | 0      | 7      | 2      | +5  |
| Coppa UEFA   | -     | 1       | 1       | 0       | 0       | 2       | 1       | 1            | 0            | 0            | 1            | 0            | 1            | 2      | 1      | 0      | 1      | 2      | 2      | 0   |
| Totale       | -     | 20      | 8       | 10      | 2       | 17      | 8       | 21           | 8            | 8            | 5            | 18           | 11           | 41     | 16     | 18     | 7      | 35     | 19     | +16 |

### Statistiche dei giocatori
| Giocatore     | Serie A  | Serie A | Serie A     | Serie A    | Coppa Italia | Coppa Italia | Coppa Italia | Coppa Italia | Coppa UEFA | Coppa UEFA | Coppa UEFA  | Coppa UEFA | Totale   | Totale | Totale      | Totale     |
| Giocatore     | Presenze | Reti    | Ammonizioni | Espulsioni | Presenze     | Reti         | Ammonizioni  | Espulsioni   | Presenze   | Reti       | Ammonizioni | Espulsioni | Presenze | Reti   | Ammonizioni | Espulsioni |
| ------------- | -------- | ------- | ----------- | ---------- | ------------ | ------------ | ------------ | ------------ | ---------- | ---------- | ----------- | ---------- | -------- | ------ | ----------- | ---------- |
| A. Bonesso    | 1        | 0       | ?           | ?          | 0            | 0            | 0            | 0            | 0          | 0          | 0           | 0          | 1        | 0      | 0+          | 0+         |
| G. Carrera    | 1        | 0       | ?           | ?          | 4            | 0            | ?            | ?            | 0          | 0          | 0           | 0          | 5        | 0      | 0+          | 0+         |
| R. Copparoni  | 0        | -0      | 0           | 0          | 0            | -0           | 0            | 0            | 0          | -0         | 0           | 0          | 0        | -0     | 0           | 0          |
| L. Danova     | 25       | 0       | ?           | ?          | 9            | 0            | ?            | ?            | 2          | 0          | ?           | ?          | 36       | 0      | ?           | ?          |
| F. Graziani   | 30       | 12      | ?           | ?          | 9            | 2            | ?            | ?            | 2          | 1          | ?           | ?          | 41       | 15     | ?           | ?          |
| G. Greco      | 13       | 0       | ?           | ?          | 8            | 1            | ?            | ?            | 1          | 0          | ?           | ?          | 22       | 1      | ?           | ?          |
| A. Mandorlini | 22       | 0       | ?           | ?          | 5            | 0            | ?            | ?            | 2          | 0          | ?           | ?          | 29       | 0      | ?           | ?          |
| P. Mariani    | 11       | 2       | ?           | ?          | 6            | 0            | ?            | ?            | 0          | 0          | 0           | 0          | 17       | 2      | 0+          | 0+         |
| M. Masi       | 19       | 0       | ?           | ?          | 5            | 0            | ?            | ?            | 0          | 0          | 0           | 0          | 24       | 0      | 0+          | 0+         |
| M. Paganelli  | 5        | 0       | ?           | ?          | 0            | 0            | 0            | 0            | 0          | 0          | 0           | 0          | 5        | 0      | 0+          | 0+         |
| E. Pecci      | 27       | 2       | ?           | ?          | 9            | 1            | ?            | ?            | 1          | 0          | ?           | ?          | 37       | 3      | ?           | ?          |
| D. Pileggi    | 12       | 0       | ?           | ?          | 5            | 1            | ?            | ?            | 2          | 0          | ?           | ?          | 19       | 1      | ?           | ?          |
| P. Pulici     | 23       | 3       | ?           | ?          | 4            | 0            | ?            | ?            | 1          | 0          | ?           | ?          | 28       | 3      | ?           | ?          |
| C. Sala C.    | 24       | 3       | ?           | ?          | 6            | 0            | ?            | ?            | 2          | 1          | ?           | ?          | 32       | 4      | ?           | ?          |
| P. Sala P.    | 27       | 0       | ?           | ?          | 8            | 1            | ?            | ?            | 2          | 0          | ?           | ?          | 37       | 1      | ?           | ?          |
| R. Salvadori  | 11       | 0       | ?           | ?          | 4            | 0            | ?            | ?            | 2          | 0          | ?           | ?          | 17       | 0      | ?           | ?          |
| C. Sclosa     | 9        | 0       | ?           | ?          | 2            | 0            | ?            | ?            | 0          | 0          | 0           | 0          | 11       | 0      | 0+          | 0+         |
| G. Terraneo   | 30       | -15     | ?           | ?          | 9            | -2           | ?            | ?            | 2          | -2         | ?           | ?          | 41       | -19    | ?           | ?          |
| D. Volpati    | 26       | 0       | ?           | ?          | 9            | 0            | ?            | ?            | 1          | 0          | ?           | ?          | 36       | 0      | ?           | ?          |
| S. Vullo      | 24       | 2       | ?           | ?          | 6            | 0            | ?            | ?            | 2          | 0          | ?           | ?          | 32       | 2      | ?           | ?          |
| R. Zaccarelli | 15       | 1       | ?           | ?          | 6            | 1            | ?            | ?            | 1          | 0          | ?           | ?          | 22       | 2      | ?           | ?          |

## Giovanili

La squadra Primavera granata

### Piazzamenti
- Primavera:
  - Campionato: ?
  - Coppa Italia: ?
  - Torneo di Viareggio: fase a gironi
- Allievi Nazionali:
  - Campionato: vincitore